# Owney (perro)
Owney (aproximadamente 1887 - 11 de junio de 1897) fue un perro terrier mestizo, adoptado en los Estados Unidos como mascota por la oficina de correos de Albany, alrededor de 1888. Los profesionales del servicio de correos de Albany hablaron del perro a sus colegas del Servicio Postal Ferroviario, y Owney se convirtió en una mascota popular en todos los Estados Unidos durante nueve años (1888-1897). Viajó más de 140 000 millas (225 000 km) en los 48 estados contiguos de los Estados Unidos y en una vuelta alrededor del mundo como mascota de la Oficina de Correos del Ferrocarril y del Servicio Postal de los Estados Unidos. Fue objeto de actos conmemorativos, incluido un sello postal estadounidense de 2011.

## Historia

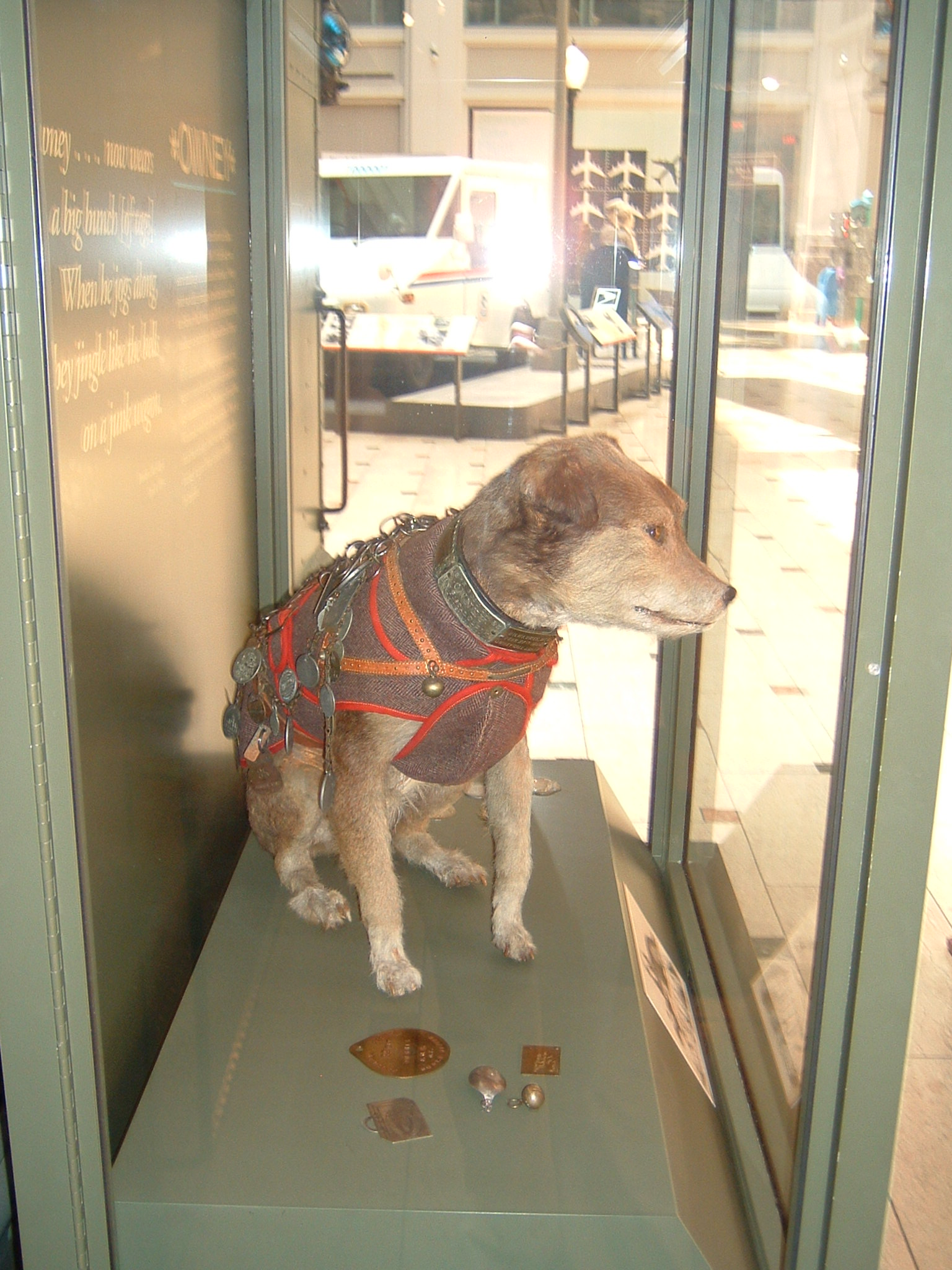
El cuerpo disecado de Owney forma parte de la colección del Museo Postal Nacional (NPM), que forma parte de la Institución Smithsoniana en Washington D. C.

### Mascota no oficial
Owney pertenecía a un empleado de la oficina de correos de Albany, a quien a menudo acompañaba a trabajar. El perro parecía amar el olor de las sacas del correo, y a menudo dormía sobre ellas. El empleado fue trasladado de la oficina de correos de Albany, pero pensó que el perro estaría más feliz allí con las sacas de correo.
Owney siguió durmiendo sobre las sacas de correos y viajaba en trenes a dondequiera que las llevaran. Los empleados de los ferrocarriles postales lo consideraban un símbolo de buena suerte, ya que se decía que ningún tren en el que viajase el perro sufría accidentes. Era una incorporación bienvenida en cualquier tren postal, era un fiel guardián del correo ferroviario y de las sacas que lo contenían, y no permitía que nadie que no fueran los empleados de correos las tocara.
Esta era una tarea importante, y Owney estaba en el lugar indicado, ya que la estación de trenes de Albany era un punto de división clave en el sistema ferroviario del Ferrocarril Central de Nueva York, una de las compañías ferroviarias más grandes de los EE. UU. en ese momento. Los trenes de correos de Albany iban hacia el este hasta Boston, hacia el sur hasta Nueva York y hacia el oeste hasta Búfalo, Cleveland, Toledo, Chicago y otros puntos más al oeste. Como relata un libro contemporáneo: "El terrier 'Owney' viaja de un extremo al otro del país en los vagones postales, acompañado y acariciado, un compañero con el que se hablaba, y se le cuidaba casi como a un hermano. Pero a veces, sin importar la atención que recibiese, de repente se iba al sur, al este o al oeste y no se le volvía a ver durante meses". En 1893 se temió que estuviera muerto tras haber desaparecido, pero resultó que había sufrido un percance en Canadá.

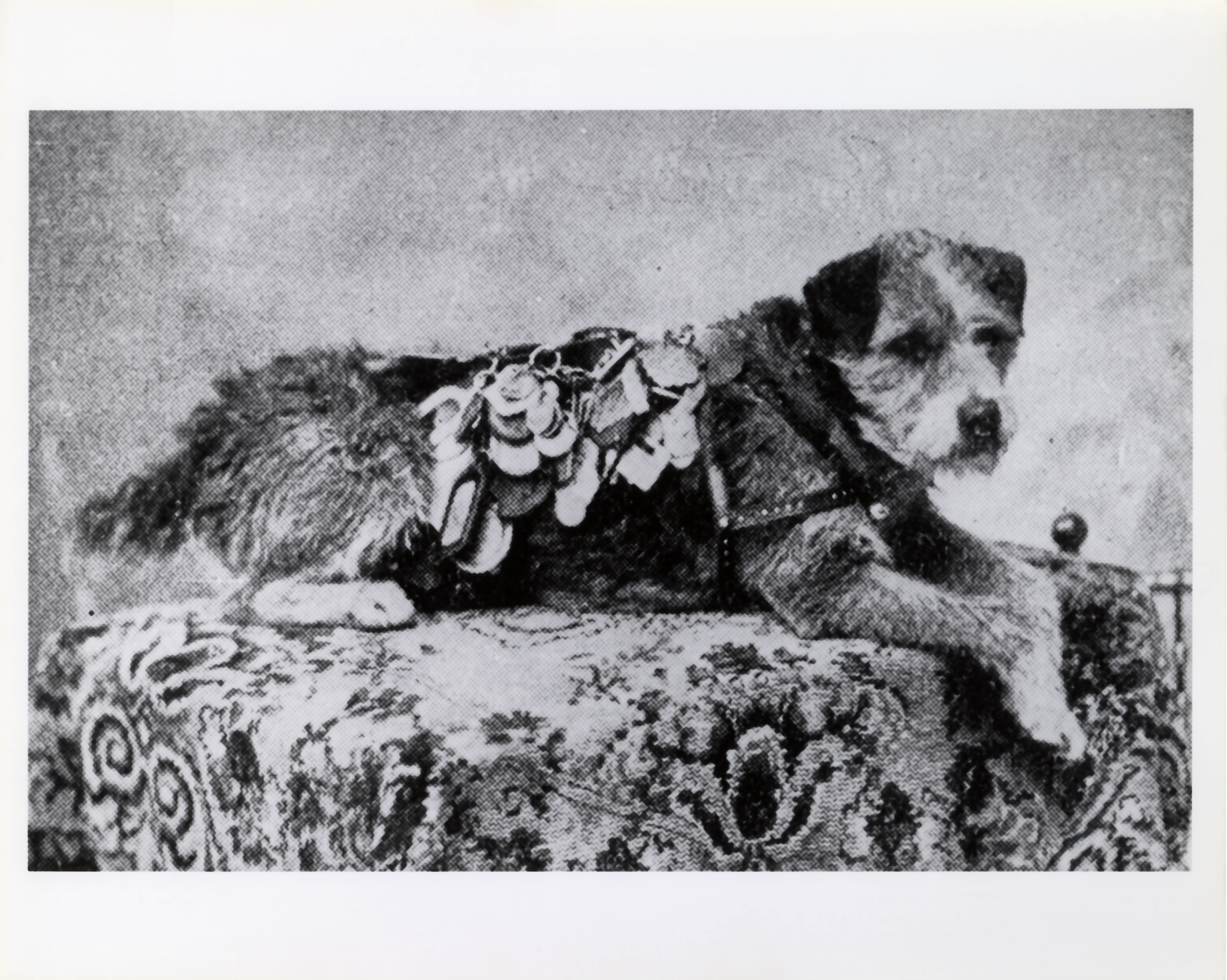
Owney con algunas de sus placas de identificación

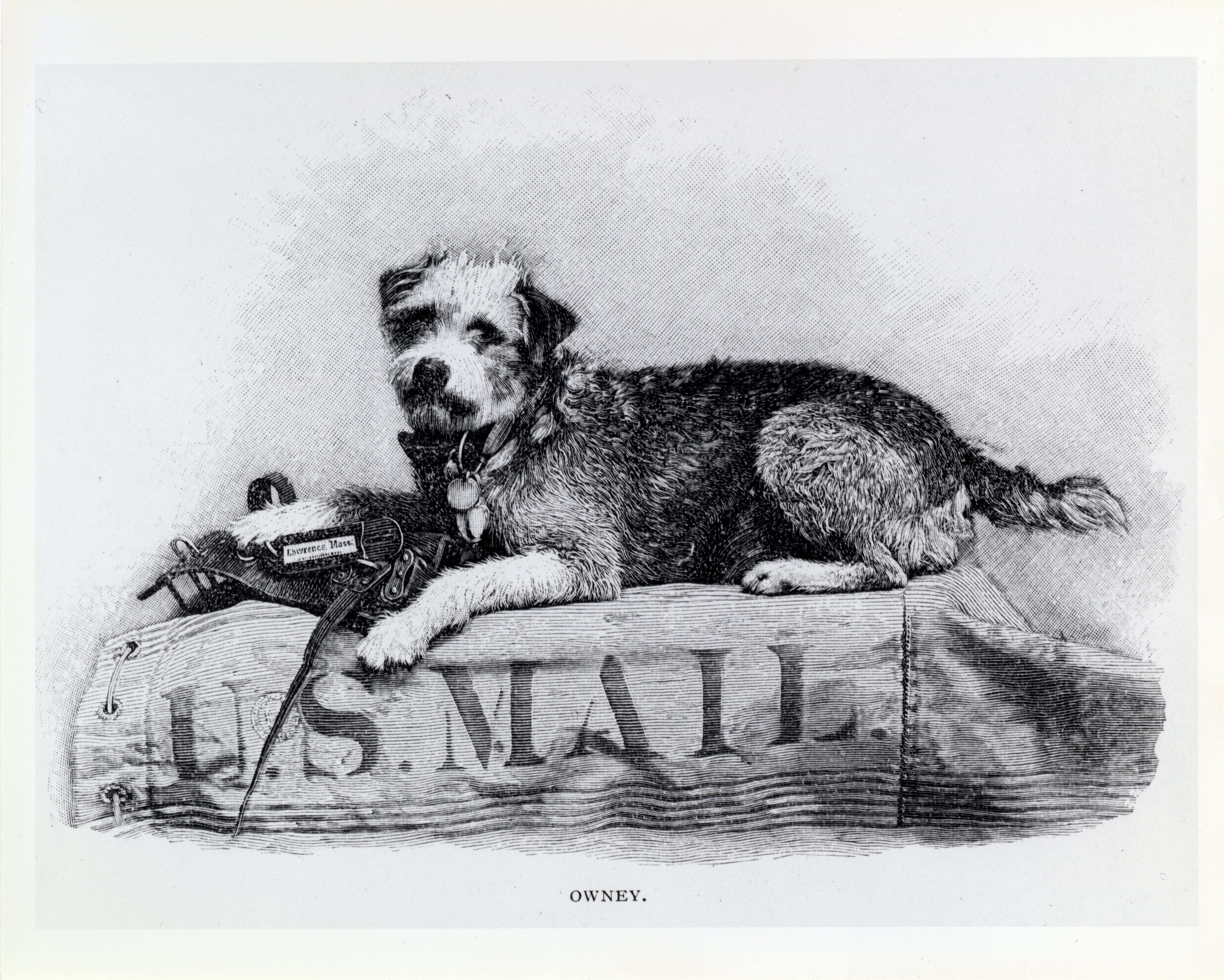
Owney sobre una saca de correo

A medida que los viajes de Owney se hacían más largos, los empleados postales de Albany empezaron a preocuparse por su seguridad. Para asegurarse de que pudieran devolverlo si se perdía, le compraron un collar con una placa de metal que decía: "Owney, Oficina de Correos, Albany, Nueva York". Otras oficinas de correos le colocaron sus propias placas en el collar cuando las visitaba, de manera que esto hizo que el terrier mestizo se convirtiera en la mascota no oficial del Servicio Postal Ferroviario de Estados Unidos y, como lo demuestra el sello postal emitido en su honor en 2011, las placas se convirtieron en un elemento esencial de su identidad.
Owney recibía placas metálicas dondequiera que iba y, cuando se movía, tintineaban como cascabeles. Era tal el número de placas, que se le confeccionó al perro un chaleco para que su peso no le lastimara el cuello ni los hombros. Cuando el peso de las chapas hacía problemático que Owney las portara incluso con la ayuda del chaleco, los empleados que añadían etiquetas quitaban otras y las enviaban a Albany o a Washington D. C. para que se guardaran. Una fuente sugiere que se le colocaron 1.017 medallas y placas a la mascota, pero se desconoce el número exacto. La mayor parte de estas placas no se han conservado, y el Museo Postal Nacional posee en sus colecciones 372 de las placas colocadas a Owney. Otros objetos relacionados con el perro también forman parte de la colección del NPM y se exhiben allí.

### Correo internacional
Uno de los viajes más famosos de Owney fue a Montreal, Canadá. El jefe de correos de la ciudad lo mantuvo en una perrera, lo que le supuso un gasto total de 2,50 dólares por su cuidado y alimentación, y envió una solicitud a Albany para que se lo reembolsaran. Una vez recaudado el dinero, Owney fue enviado a casa.
La Unión Postal Universal se creó mediante un tratado firmado en 1874 para estandarizar el envío y la manipulación del correo internacional. La adhesión a este pacto por parte de un número cada vez mayor de países de lo que entonces se denominaba el "mundo civilizado" hizo posible ampliar un poco los horizontes de Owney. En 1895, el terrier disfrutó de una vuelta al mundo, viajando con sacas de correo a bordo de trenes y barcos de vapor. A partir de Tacoma, el 19 de agosto, viajó durante cuatro meses por Asia y Europa, antes de regresar a la ciudad de Nueva York el 23 de diciembre y de allí a Albany. A su regreso durante la semana de Navidad, el periódico Los Angeles Times informó que visitó Asia, el norte de África y Oriente Medio. Otro informe afirmó que el Emperador de Japón le otorgó al perro dos pasaportes y varias medallas con el Emblema imperial de Japón. El regreso triunfal de Owney a las costas estadounidenses fue cubierto por periódicos de todo el país. Owney se hizo mundialmente famoso después del viaje, a pesar de que no rompió ningún récord de velocidad al hacerlo.

### Muerte y honores
A medida que Owney envejecía, la dirección de la oficina de correos empezó a pensar que sus días de viajar habían terminado. El empleado de correos J. M. Elben, de Saint Louis, aceptó acogerlo, y el influyente director de Chicago del Servicio Postal Ferroviario, utilizando un lenguaje insultante para referirse al "perro mestizo", pidió a sus empleados que no le permitieran viajar en los trenes de correo a partir de entonces. Para entonces, Owney había viajado más de 143 000 millas (230 000 km) en su vida.
Los detalles exactos del incidente que llevó a la muerte de Owney no están claros. Los periódicos de todo el país publicaron la historia de la muerte del perro, y se dijo que había estado enfermo y se había vuelto agresivo en su vejez. En junio de 1897, después de supuestamente atacar a un empleado de correos y a un marshal en Toledo (Ohio), el perro fue abatido a tiros por orden del jefe de correos local. El Chicago Tribune lo calificó como "una ejecución". Los relatos contemporáneos sugieren que un empleado de correos de Toledo encadenó a Owney a un poste en la esquina de un sótano en una oficina de correos de la ciudad, lo que no era el trato que recibía habitualmente. Ese empleado luego llamó a un reportero del periódico local para que se publicara una noticia al respecto. Es posible que este maltrato del perro pudo haber contribuido a que se produjera su agresión. Cualquiera que fuese el motivo, no se discute que Owney fue abatido a tiros en Toledo el 11 de junio de 1897.
La muerte de Owney hizo pública la existencia de una clara diferencia entre las actitudes de los empleados postales de Estados Unidos en el lugar de trabajo y sus directivos, y el perro fallecido sirvió para evidenciarla. La década de 1890 supuso la aplicación masiva de las condiciones tayloristas al trabajo, con consultores como Frederick Winslow Taylor que buscaban ayudar a los directivos a reducir lo que consideraban ineficiencias industriales examinando el "tiempo perdido" y las "holguras" en las tareas realizadas por los trabajadores. Los empleados postales utilizaron la muerte de Owney y las expresiones de tristeza contenidas en los obituarios publicados en la prensa en honor al perro para hacer una declaración: "Los empleados postales se niegan a enterrar a su querida mascota, y en todo el país solicitan que el perro reciba el honor que se considera que se le debe, siendo preservado y mostrado en la sede del Departamento de Correos". Los restos de Owney fueron preservados y enviados a un taxidermista. En 1904, el Servicio Postal exhibió la efigie de Owney en la Exposición Universal de San Luis (1904). Los trabajadores postales de Cleveland, Ohio, encargaron una cuchara de plata conmemorativa, que fue confeccionada por la firma "Webb C. Ball Co. Cleveland.O."
Owney es el protagonista de una exposición en el Museo del Instituto Smithsoniano. Fue enviado allí en 1911 y se lo ha calificado como una de las muestras "que suscitan más interés" del museo. Sus restos se deterioraron durante el siglo transcurrido desde que fue disecado y, junto con los objetos asociados, fueron objeto de un proceso de restauración en 2011. Uno de los empleados del Smithsonian calificó la operación como un éxito, y la denominó como "una gran revelación".

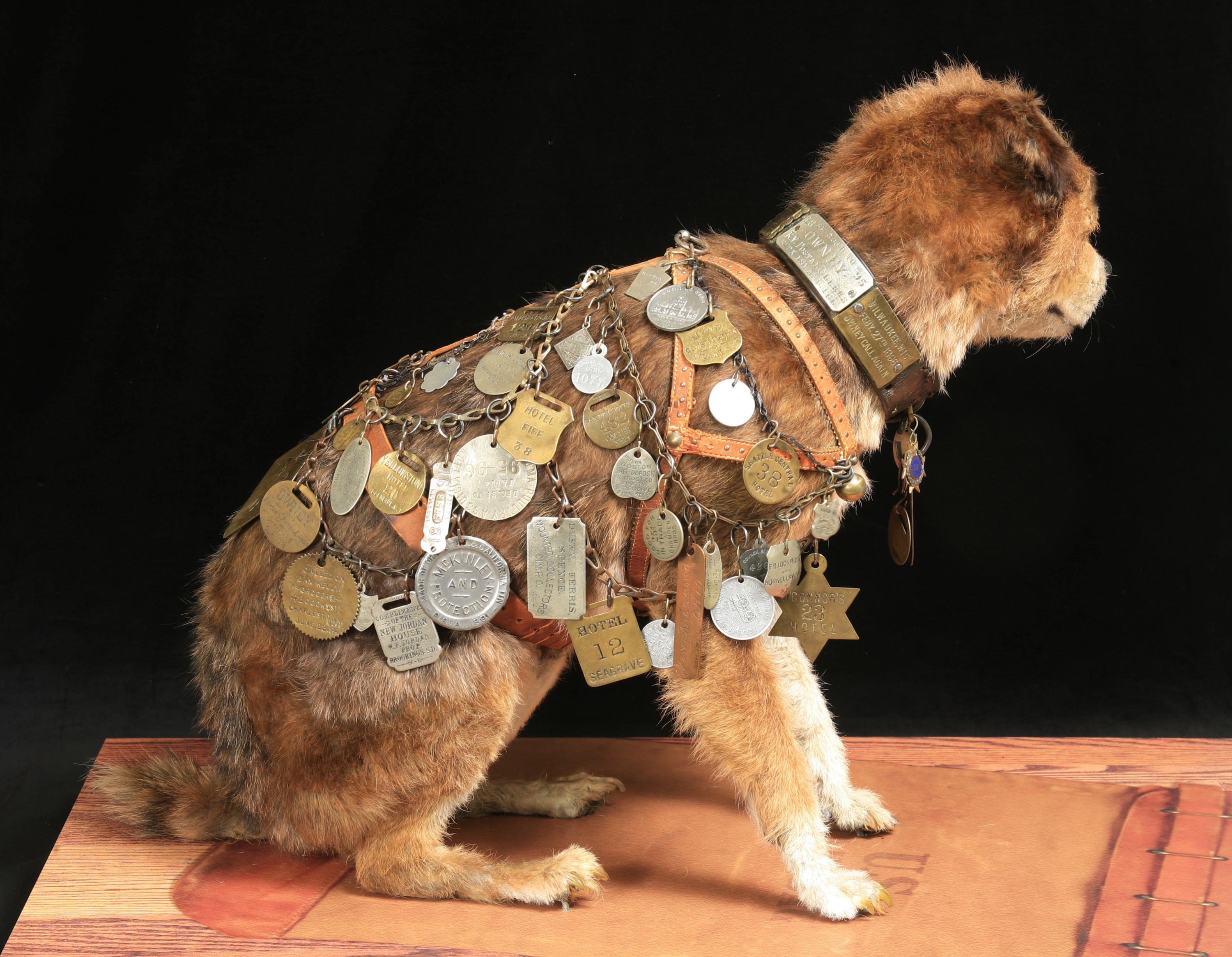
Medallas de Owney exhibidas en el Museo Postal Nacional

El 27 de julio de 2011, el Servicio Postal de los Estados Unidos emitió un sello conmemorativo en honor a Owney. El artista Bill Bond dijo que quería plasmar al perro "en una presentación enérgica y vivaz", y que terminó trabajando a partir de los restos exhibidos, ya que numerosos viajes a parques para perros no le produjeron la inspiración que buscaba. Owney también fue homenajeado localmente en la oficina de correos de Albany, Nueva York. Así mismo, el sello ha servido como motivo central para una aplicación de realidad aumentada diseñada para los sistemas operativos Windows, Apple iPhone, iPad 2 e iPod touch.
Al igual que su homólogo australiano contemporáneo Bob el perro ferroviario (activo entre 1881 y 1894), fue el tema de algunos poemas. Una de un empleado de Detroit dice:

"Owney is a tramp, as you can plainly see.
Only treat him kindly, and take him 'long wid ye."
Owney es un vagabundo, como puedes ver claramente.

Solo trátalo con amabilidad y llévalo contigo por mucho tiempo.

Otro poema fue escrito por un empleado de Minnesota:

"On'y one Owney, and this is he;
the dog is aloney, so let him be."
"Solo un Owney, y este es él;

el perro está solo, así que déjenlo estar."

Owney ha sido el personaje principal de cinco libros y de un libro electrónico publicado en 2012 por el Museo Postal Nacional (del Instituto Smithsoniano), titulado Owney: Tales from the Rails, escrito por Jerry Rees con canciones de Stephen Michael Schwartz e ilustraciones de Fred Cline. El libro está narrado y las canciones son interpretadas por Trace Adkins.